# ROSAT
ROSAT (Röntgen Satellite) byla vesmírná družicová observatoř sledující objekty v rentgenovém oboru záření, která vznikla ve spolupráci Německa, Velké Británie a USA. Postavila ji firma Dornier Systems GmbH (Německo) a nad rušivou clonu atmosféry byla vynesena raketou Delta v roce 1990. Byla provozována Německým střediskem pro letectví a kosmonautiku DLR (Deutsches Zentrum für Luft- und Raumfahrt).
Hlavním přístrojem byl rentgenový dalekohled s označením XRT (X-Ray Telescope), v jehož ohniskové rovině pracoval buď proporcionální počítač nebo snímač obrazu s vysokým rozlišením. Kromě toho obsahovala observatoř i širokoúhlou kameru WFC (Wide Field Camera). Napájení zabezpečovaly jeden pevný a dva vyklápěcí solární panely. Už během prvního půl roku činnosti při prohlídce celé oblohy družice objevila 80 000 rentgenových zdrojů a 500 zdrojů zářících v oblasti extrémního ultrafialového záření. Po zbytek mise (do roku 1998) sonda prováděla pozorování vybraných rentgenových zdrojů. Celkový počet zdrojů pozorovaných družicí ROSAT přesáhl 120 000.
ROSAT je považován za průkopníka rentgenové astronomie. Na jeho práci v roce 1999 navázala další rentgenová observatoř Chandra.

## Konstrukce družice
Základní těleso družicové observatoře mělo rozměry 2,38×2,13×4,50 m, bylo vybaveno dvěma výklopnými a jedním pevným panelem slunečních baterií, dodávajících 1,0 kW (min. 609 W) elektrické energie. Družice byla stabilizována systémem čtyř silových setrvačníků, zaměření kontrolovaly měřící gyroskopy a dva sledovače hvězd s přesností ±1,7".

### Přístrojové vybavení

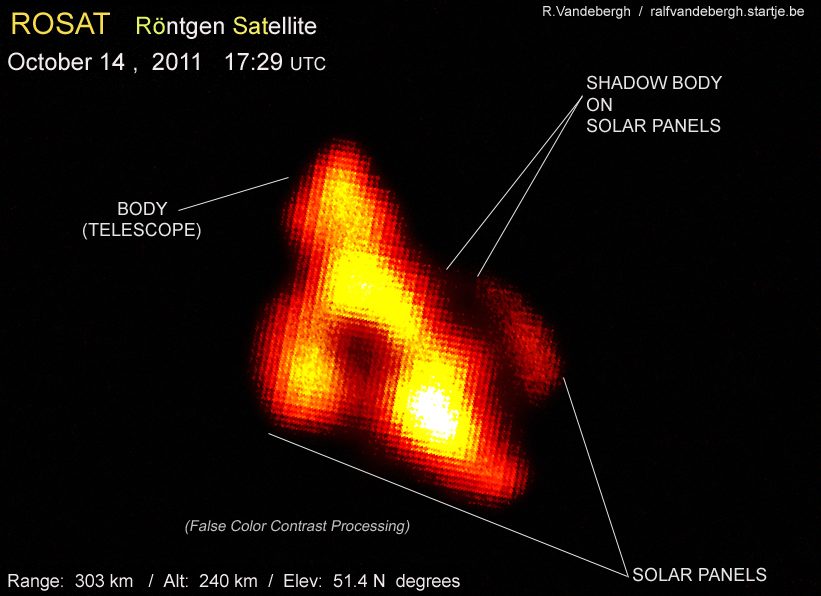
Jedna z posledních fotografií satelitu před jeho návratem do atmosféry a zánikem, foto: Ralf Vandebergh

Družice byla vybavena dvěma přístroji, umožňujícími pozorovat oblohu v oblasti rentgenového a extrémního ultrafialového záření:
- širokoúhlá kamera WFC (Wide Field Camera) – zorné pole 5° pro přehledové snímky oblohy v oblasti rentgenového a extrémního ultrafialového záření od 6 do 30 nm (0,04 až 0,2 keV) se dvěma detektory MCP (Microchannel Plate) (Velká Británie)
- dalekohled XRT (X-Ray Telescope) – typ Wolter-I o průměru apertury 0,835 m a ohniskové délce 2,40 m se čtyřmi konfokálními páry parabolickohyperbolických keramických zrcadel pokovených zlatem pracující v oboru energií 0,1 až 2 keV (vlnová délka 0,6 až 10 nm).

V ohniskové rovině dalekohledu XRT byly umístěny na otočném karuselu:
- dva pozičně citlivé proporcionální počítače PSPC (Position Sensitive Proportional Counters) (Německo) se zorným polem 2°
- vysokorozlišující rentgenová kamera HRI (High Resolution Imager) (USA) se zorným polem 40'.